# Paphora miles
Paphora miles är en skalbaggsart som beskrevs av Blackburn 1906. Paphora miles ingår i släktet Paphora och familjen långhorningar. Inga underarter finns listade i Catalogue of Life.